# Johann Peter Carl Luck
Johann Peter Carl Luck (* 26. Oktober 1797 in Hamburg; † 5. April 1868 ebenda) war ein deutscher Kaufmann und Schriftsteller.

## Leben
Johann Peter Carl Luck war Sohn des Johann Christian Valentin Luck und Anna Sophia, geborene Claessen. Zu seinen Lehrern gehörten C. N. Röding und G. N. Bärmann. 1816 war Luck im Assekuranzgeschäft tätig. Er übernahm 1829 eine Glashandlung, die er  gemeinsam mit einem Schulfreund bis 1831 betrieb. Später errichtete er ein Lager für Fenster- und Spiegelglas.
Er war 1845 bis 1858 Mitglied der Verwaltung der Kreditkasse für Erben und Grundstücke. Dort war er zeitweise Direktor und Assistent. 1847 und 1848 fungierte Luck als Armenpfleger. Er gehörte von 1859 bis 1862 der Hamburgischen Bürgerschaft als Abgeordneter an.
Luck betätigte sich als Schriftsteller. Er schrieb unter den Pseudonymen Carl Hold, Amandus und Theobald.
Johann Peter Carl Luck heiratete am 11. Juni 1832 Anna Maria Kahlcke aus Elmshorn.

## Werke
- Karl Hold: Schuld um Schuld und die Rache des Schicksals. Herold, Hamburg 1826 (books.google.de).
- Carl Hold: Anton Halm und sein Schützling. Begebenheit aus dem dreyßigjährigen Kriege. Chr. Fr. Schade, Wien 1827 (books.google.de).
- Karl Hold: Der Spanier, oder die Pflegesöhne des Sechzigers. Historisch-romantisches Gemälde aus Hamburgs Vorzeit. 2 Bände. Herold, Hamburg 1828.
- Mit Carl Strauß: Taschenbuch für Hamburgs Jugend. Jahrgang 1 und 2, 1829, 1830. P. F. L. Hoffmann.
- Mit Carl Strauß: Taschenbuch für Hamburgs Jugend. Jahrgang 3–11, 1831–1840. Herold.